# Alexander Pieps
Doctorandus Alexander Pieps is een stripfiguur uit de Nederlandse stripreeks de Bommelsaga, geschreven en getekend door Marten Toonder. Net als de meeste figuren in de Bommelstrips, maar in tegenstelling tot zijn professor, is hij een antropomorf dier, in dit geval een muis. Pieps doet zijn intrede in het verhaal Het huilen van Urgje uit 1962.
Pieps is de vaste assistent van professor Prlwytzkofsky. Hij heeft daarvoor gestudeerd, al is het niet duidelijk waar, wanneer en in welke richting hij zijn bul gehaald heeft. Wel is duidelijk dat hij niet altijd even gelukkig is met de gekozen studie ("Had ik maar … gestudeerd."), maar dat lijkt volledig ingegeven door het feit dat hij niet echt op goede voet staat met zijn opdrachtgever, die hem vaak belerend bejegent en neerbuigend uitmaakt voor "weteniets". Het anti-prlwytzium wordt door hem ontdekt en door zijn baas aan Tom Poes verstrekt in De verdwenen heer. In het verhaal De geweldige wiswassen lijkt hij met hulp van Heer Bommel op weg naar de Nobelprijs; maar zijn vinding "chinasalpeter" heeft te veel bijwerkingen. Als troostprijs wordt hij door burgemeester Dickerdack benoemd tot assistent bij het stadslaboratorium.
Hij is zeer gesteld op hetgeen in zijn CAO is bepaald. Dit wordt hem niet in dank afgenomen door Prlwytzkofsky, die vindt dat de wetenschap beoefend moet worden wanneer de vraagstukken zich voordoen, ongeacht het tijdstip. Als Pieps zijn kans schoon ziet, probeert hij met eigen inzichten de professor te verslaan. Dit is doorgaans tot mislukken gedoemd.
In latere albums wordt Pieps het archetype van de ultra-linkse intellectueel, dit in tegenstelling tot professor Prlwytzkofsky, die zijn neus voor politiek ophaalt.
Pieps is een volle neef van de journalist Argus.